# Przemysław Kozłowski (lekkoatleta)
Przemysław Kozłowski (ur. 22 stycznia 1998 w Mikołowie) – polski lekkoatleta specjalizujący się w biegach sprinterskich. Reprezentant klubu AZS AWF Katowice w kategorii seniorskiej. Jego główne konkurencje to biegi na dystansach 60, 100 i 200 metrów.
Jest wielokrotnym medalistą mistrzostw Polski. Na swoim koncie ma łącznie 14 medali: 4 złote, 7 srebrnych i 3 brązowe. Przemysław Kozłowski regularnie uczestniczy zarówno w zawodach halowych, jak i stadionowych, zdobywając tytuły na szczeblu krajowym oraz reprezentując klub na arenie ogólnopolskiej.

## Osiągnięcia[7][8][9]
| Rok  | Sezon              | Konkurencja | Medal   |
| ---- | ------------------ | ----------- | ------- |
| 2025 | ZImowy / Halowy    | 4 x 200 m   | Brązowy |
| 2024 | Letni / Stadionowy | 4 x 100 m   | Srebrny |
| 2024 | Zimowy / Halowy    | 4 x 200 m   | Srebrny |
| 2023 | Letni / Stadionowy | 4 x 100 m   | Złoty   |
| 2023 | Zimowy / Halowy    | 4 x 200 m   | Srebrny |
| 2022 | Letni / Stadionowy | 200 m       | Brązowy |
| 2022 | Letni / Stadionowy | 4 x 100 m   | Brązowy |
| 2022 | Zimowy / Halowy    | 4 x 200 m   | Złoty   |
| 2021 | Letni / Stadionowy | 4 x 100 m   | Złoty   |
| 2021 | Letni / Stadionowy | 4 x 400 m   | Brązowy |
| 2021 | Zimowy / Halowy    | 4 x 200 m   | Złoty   |
| 2020 | Letni / Stadionowy | 4 x 100 m   | Srebrny |
| 2020 | Letni / Stadionowy | 4 x 400 m   | Srebrny |
| 2017 | Zimowy / Halowy    | 60 m        | Srebrny |
| 2017 | Zimowy / Halowy    | 200 m       | Srebrny |

## Rekordy[10][11][12]
| Konkurencja   | Sezon              | Data             | Miejsce ustanowienia | Wynik         |
| ------------- | ------------------ | ---------------- | -------------------- | ------------- |
| Bieg na 60 m  | Zimowy / Halowy    | 22 stycznia 2022 | Rzeszów              | 6.74 s        |
| Bieg na 100 m | Letni / Stadionowy | 27 maja 2021     | Gliwice              | 10.52 s       |
| Bieg na 150 m | Letni / Stadionowy | 3 maja 2016      | Bielsko-Biała        | 16.5 s        |
| Bieg na 200 m | Letni / Stadionowy | 10 sierpnia 2019 | Warszawa             | 21.14 s       |
| Bieg na 200 m | Zimowy / Halowy    | 22 stycznia 2022 | Rzeszów              | 21.13 s       |
| Bieg na 300 m | Letni / Stadionowy | 9 maja 2021      | Bielsko-Biała        | 34.04 s       |
| Bieg na 300 m | Zimowy / Halowy    | 7 luty 2015      | Spała                | 36.31 s       |
| Bieg na 600 m | Zimowy / Halowy    | 15 stycznia 2012 | Spała                | 1 min 45.91 s |
| Skok w dal    | Letni / Stadionowy | 16 czerwca 2013  | Bielsko-Biała        | 5.66 m        |
| Skok w dal    | Zimowy / Halowy    | 19 stycznia 2014 | Brzeszcze            | 6.03 m        |